# Браћа Монголфје
Браћа Монголфје, Жозеф Мишел Монголфје (26. август 1740 — 26. јун 1810) и Жак Етјен Монголфје (6. јануар 1745 — 2. август 1799) су проналазачи који су 1783. извели прву јавну демонстрацију лета помоћу балона напуњеног загрејаним ваздухом. Први пробни лет извели су 1782.

## Младост
Њихов отац Пјер био је фабрикант хартије, баш као и очев отац и деда, што је био део традиције породице која је потицала из XIV века. Радионица за израду хартије налазила се у Видалон лез Анонеу, недалеко од реке Роне, на 75 километара јужно од Лиона. Фабрика хартије била је позната широм Европе.
Жозеф је рођен 26. августа 1740. у Видалон лез Анонеу. Био је Пјерово дванаесто дете. Премда радознао и домишљат, није се истицао баш као добар ученик, јер се није потчињавао дисциплини тога доба. Занимао се, ипак, за природне науке и физику. По завршетку својих студија, не желећи да наставља породичну традицију, отворио је једну хемијску лабораторију, да би се након краћег боравка у Паризу поново вратио у Видалон на рад у фабрици хартије. Заједно са својим братом Огистеном, отворио је папирницу у Риву где је покушавао да побољша технику производње хартије тога доба. 
Етјен је рођен 6. јануара 1745, такође у Видалон лез Анонеу, као петнаесто дете у породици. Умногоме се разликовао од Жозефа. Низао је боље успехе у школи и студирао је архитектуру у Паризу. Радио је под руководством архитекте Суфлоа. Тада је осмислио зграде за фабрику хартије Жан-Батиста Ревејона, што ће тек касније бити откривено дубљим проучавањем историје. Али 1772. године умро је син првенац породице Монголфје Рејмонд, након чега је уследио очев позив Етјену да се врати натраг и да преузме руковођење фабриком хартије.
Године 1774. Пјер је препустио одговорност за руковођење предузећем Етјену и именовао Жозефа одговорним за надгледање рада радионица у саставу фабрике хартије.
Године 1777. Етјен је први освојио нов начин производње финог папира у Француској.
Године 1780. Жозеф се преселио у Авињон, који у то време није био део Француске, већ се налазио под влашћу папе. Тамо су се отварале бројне штампарије како би се избегла француска цензура и плаћање ауторских права.
Жозеф је тада положио матуру и стекао први степен универзитетског образовања из области права 1782, са навршене 42 године.
Фабрика хартије је у то време бројала безмало три стотине радника, што је представљало значајно бројно стање, а послови су добро текли.

## Први огледи
Хенри Кевендиш је открио водоник 1766. године. Открио је, такође, да је „лако запаљиви ваздух“ заправо гас, 11 до 12 пута мање густине од ваздуха. Године 1782. браћа Монголфје су вршила опите производећи водоник, тако што су сипали сумпорну киселину на старо гвожђе, у покушају да га затворе у папирне кесе, али без успеха.
Бацивши папир у камин, Жозеф је открио да се папир сам подиже, или је, пак, до тог закључка дошао гледајући како се дим пење у камину; извори нису поуздани. Новембра 1782, док је био у Авињону, извео је експеримент за закопчаном кошуљом, затим са „коцком“ од свилене тканине, приближне запремине једног кубног метра, коју је успео да подигне до висине плафона свог стана.
У децембру, два брата су се поново састала у Анонеу, где су поновили исти експеримент: коцкасти омот запремине једног кубног метра надуван димом од запаљене вуне и мокре сламе попео се на тридесет метара висине. Ватра је стварала густ дим, јер су мислили, по аналогији са облацима, да је дим одговоран за подизање.
Дана 14. децембра 1782. напумпали су топлим ваздухом једну сферу од 3 m³, која је такође успела да узлети. Стога су одлучили да направе још већи балон, пречника дванаест метара. За ту прилику су направили аеростат којег су у горњем делу ојачали троструким слојем папира. Омотач балона је била вретенаста конструкција која се одржавала конопцима провученим кроз хиљаду осамсто отвора на њој. Маса балона била је 225 kg на 800 m³. Балон је био спреман априла месеца 1783, и изведено је неколико проба са везаним балоном. Дана 25. априла су пустили балон, који се попео на висину од око 400 метара.
Дана 4. јуна 1783. истим тим балоном су извели јавну демонстрацију. Балон се тог дана уздигао на 1 000 метара приземљивши се десет минута касније на два километра одатле. Изасланици су поднели извештај Академији наука у Паризу. Два брата су размишљала да се представе Версају ради добијања неопходних новчаних средстава. Све дотад чињене огледе плаћали су из властитих фондова.

## Огледи у Паризу
Вест о експерименту од 4. јуна брзо је стигла до Париза. Академија наука је оформила комисију која ће покрити трошкове, ради извођења јавне демонстрације у Паризу. Само се Етјен нашао позван.
Након оклевања да поново употребе балон из Анонеа, Жозеф и Етјен су одлучили да за ту прилику направе нови, већи балон, приближне запремине 1 000  и масе 450 kg. Текстил омота је и даље био памучно платно облепљено са обе стране папиром. 
Бартелеми Фожа де Сен-Фон, који је био расписао претплату за посматрање огледа са балоном на водоник Жака Шарла, што се одиграло 27. августа 1783, расписао је нову претплату за браћу Монголфје. 
Етјен је одсео код свог пријатеља и некадашњег клијента Жан-Батиста Ревејона — власника Краљевске мануфактуре папира — у данашњој улици Монтреј у Паризу. Требало је два месеца да се састави балон прављен руком. У тиму је био и Женевоа Ами Арган, специјалиста за феномене сагоревања.
Први покушај са везаним балоном одиграо се 11. септембра 1783. у парку фабрике Ревејон. Комисија Академије присуствовала је сутрадан другом огледу, такође са везаним балоном. Омот расквашен кишом, која је падала претходног дана, поцепао се. Комисија је сматрала да то није неуспех те је заказала демонстрацију пред краљем, 19. септембра, недељу дана касније.
Балон се, нажалост, није могао поново употребити. Нови балон је направљен за 5 дана. Био је запремине 1 400 , мање висине, 19 m, мање тежине, 400 kg, и био је више заобљен. Проба са везаним балоном изведена је 18-тог. Назван је Le Reveillon. 
Дана 19. септембра 1783. у Версају, пред Лујем XVI, изведена је демонстрација са овцом, патком и петлом у балону. Животиње су биле затворене у округлу кошару од врбе, везану ужетом за балон. Када је пуштен, балон се попео на висину од око 500 метара. Онеспособљен подеротином начињеном при полетању, балон је летео осам минута и за то време прешао три километра и петсто метара.
Жан-Франсоа Пилатр де Розије је дотрчао до места слетања. Животиње су биле живе и добро су изгледале. Овца је своје последње дане, као награду, провела у Краљевској менажерији. 
Експеримент је постигао успех: могуће је подићи велики товар и преживети боравак на тој висини. Следећи корак био је људски лет...

## Човеков први лет
Етјен је почео да осмишљава нови балон, такве величине која би му омогућила да понесе две особе. Било је потребно осмислити другачији систем од затворене корпе везане ужетом и на памет му је пала кружна платформа која окружује ложиште.
Инспирисан претходним балоном, овај аеростат имао је јајаст облик, пречник од 13 метара, 21 метар висине, запремину од 2 200  и тежио је 500 kg. На њему су били исписани краљеви иницијали на плавој позадини, затим зодијачки знаци, цветови лиса итд. Завршен је негде око 8. октобра.
Прве пробе су начињене 12-тог истог месеца. Одвијале су се у башти г. Де Ревејона, зато је машина и понела назив „&nbsp;Le Réveillon&nbsp;“. Упркос противљењу свога оца, тог је дана Етјен имао „ватрено крштење“. Изгледа да је то био једини пут да је летео.
Жан-Франсоа Пилатр де Розије био је изабран за наредне покушаје, 15-тог (достигнута висина 26 метара, трајање 4 минута и 25 секунди) и 17-тог истог месеца. Метода загрејавања се променила, почели су да користе суву сламу, која ствара мање дима али је ефикаснија. Пилатр је почео добро да маневрише балоном, маневар се састојао у одржавању ватре ложишта помоћу сламе, чиме се контролисало успињање и понирање балона.
Дана 19. октобра 1783. одиграо се први људски лет у краљевској мануфактури папира „Фоли Титон“, у данашњој Улици Монтреј у Паризу, а у тадашњој варошици Сент Антоан. Први лет је достигао висину од 81 m, само са Пилатром, а други 105 m, са два путника: Пилатр и Жиру де Вилет (трајање 9 мин.); оба лета су била у везаном балону.
Био је потребан други члан тима, после покушаја Андреа Жиру де Вилета, те је изабран маркиз Франсоа Лоран д'Арланд.
Све је било спремно, недостајало је само краљево одобрење. Краљ би више волео да за експеримент предложи живот двојице добровољних осуђеника на смрт, али је на крају попустио.
Људски лет се одиграо 21. новембра 1783, у њему су суделовали Жан-Франсоа Пилатр де Розије и маркиз Д'Арланд. Узвик „пуштај“ је дат из дворца Château de la Muette у Паризу, на ободу Булоњске шуме. Балон који је тежио 850 kg узлетео је без икаквих проблема. Лебдео је Паризом и изнад кварта Тиљери достигао максималну висину: 1 000 метара. Затим су почели да губе висину и да напуштају Париз. Слетели су на данашњем тргу Верлен, у XIII арондисману. Пређена раздаљина износила је девет километара, за двадесет пет минута. Само је маркиз одржавао ватру, док је Пилатр био задужен за управљање пошто је поломио своју ракљу.
Дана 10. децембра 1783. Жозеф и Етјен су постали дописни чланови Француске академије наука због изузетних заслуга. Отац Пјер је добио племићку титулу, а његова фабрика хартије постала је Краљевска мануфактура, 15. априла 1784. Два брата су тада стекла титуле витезова, њихова девиза постала је sic itur ad astra, „ићи ћемо овако све до звезда“.

## За то време у Лиону
За време док је Етјен био у Паризу, Жозеф је у Лиону из професионалних разлога. Два брата су се дописивала поштом, што је вероватно побудило жељу код Жозефа да сам покуша са својим експериментима.
Направио је мали аеростат од папира на захтев Жака де Флесела, префекта Лиона. Овај мали балон је пуштен 31. октобра 1783. Имао је мали горионик, ограђен гвозденим шипкама, који се снабдевао изгужваним папиром натопљеним маслиновим уљем.
Други, значајнији, балон потом је конструисан, 340 m³, направљен од црвеног папира, загреван сламом. Пуштен је у сутон 18. новембра, што је довело до неочекиваног спектакла, утолико више јер је био опремљен ватрометом који се активирао на одређеној висини.
Жозеф је желео да конструише енормно велики балон, који би могао да покрива велике раздаљине, од Лиона до Париза, на пример. Успех првих експеримената му је омогућио да отвори претплату.
Балон од 23 270 m³, један од највећих икад конструисаних, тежине седам тона, способан да понесе седам особа, започет је на градилишту. Израду је потпомогао један Жозефов пријатељ, по имену Фонтен, који је под својом командом имао 150 кројача.
Жан-Франсоа Пилатр де Розије је дошао у Лион у децембру, на позив Жака де Флесела и/или на Етјенову препоруку. Тамо је дошло до трвења између њега и Жозефа, између пробног ваздухопловца и проналазача.
Покушаји са везаним балоном одиграли су се од 7. до 15. јануара 1784. Балон је те године претрпео велику штету од оштре зиме. Штавише, због његове висине, надувавање је било врло деликатно. Неповољно време и борба између претплатника жељних да сазнају ко ће летети умало што нису упропастили пројекат.
Најзад, 19. јануара време је било повољно а духови стишани, 100.000 Лионаца је било присутно, чак је и Пјер, отац двојице проналазача, био ту. У Флесел су се укрцали: Жозеф, коме је то први и једини лет, Пилатр, затим гроф од Лорансена, који је био прикупио добар део средстава, гроф од Дампјера, маркиз Лапорт д'Англефор, принц Де Лињ и млађани Фонтен. Један забушант је био избачен, као и једна врећа с песком.
Полетање је било тегобно, али се ипак одвијало нормално. Током дванаест минута лета, ветар је мењао правац и вратио балон на полазну тачку. Услед једне подеротине која се појавила на врху, балон је брзо изгубио висину и брутално слетео на стотинак метара од почетне тачке. Путници су били престрављени али неповређени, што није био случај са балоном, допола сагорелим, који је заувек био изгубљен.

## Крај приче
Етјен се вратио у Аноне у пролеће 1784. да би се побринуо око фабрике хартије, која је, будући запостављена све то време, била у јако лошем стању.
Етјен је изабран за редовног члана Француске академије наука у јуну 1796. Наставио је да показује интерес за балоне и конструисао један аеростат, заједно са Жан-Батистом Ревејоном, у научне сврхе, који је уосталом користио и Жан-Франсоа Пилатр де Розје 23. јуна 1784, када је постигао висински рекорд, али после кога балон више није био употребљив.
Етјен и Жозеф, као и њихов брат Александар, покушали су да, у периоду од 1785. до 1787, прикупе средства за градњу балона којим би управљали. Али пројекат се заглибио.
С обзиром на то да су били реформатори нико их није узнемиравао током Француске револуције. Али нису добијали од разних влада које су се смењивале средства потребна за развој својих замисли.
Жозеф је наставио да смишља проналаске за фабрику хартије, и 1792. дошао је до открића хидрауличног овна, уређаја који је омогућавао пумпање воде на одређену висину без утрошка енергије, изузев рада саме воде.
Жозеф је добио Орден Легије части од Наполеона Бонапарте, који га је именовао за администратора Националног конзерваторијума уметности и заната. Имао је учешћа у стварању Друштва за подстицај националне индустрије. Примљен је у Академију наука 1807.
Етјен је преминуо у Серјеру, у Ардешу, 1. априла 1799. Жозеф се преселио у Париз, где је и умро, 28. јуна 1810.